# Бедняков, Андрей Александрович
Андре́й Алекса́ндрович Бедняко́в (укр. Андрій Олександрович Бєдняков; род. 21 марта 1987, Мариуполь) — украинский актёр и телеведущий, наиболее известный как ведущий программы о путешествиях «Орёл и решка» и вокального шоу талантов «X-Фактор».

## Биография
Андрей Бедняков родился 21 марта 1987 года в Мариуполе. После окончания школы Андрей три года работал электрослесарем на Мариупольском металлургическом комбинате имени Ильича. Во время работы на заводе он заочно получил высшее образование в Харьковском университете внутренних дел, после окончания которого переехал в Киев. Выступал в украинской высшей лиге КВН.
Актёр украинской версии шоу «Большая разница». Также участвовал в пародийных шоу «Звезданутые» и «Супергерои». С 2011 по 2013 год — соведущий шоу «Орёл и решка» на телеканале «Интер». В 2012 году сыграл эпизодическую роль в фильме «Ржевский против Наполеона».
В январе 2014 года Бедняков и его будущая жена Анастасия Короткая покинули шоу «Орёл и решка» и начали работать в новом проекте «Свидание со звездой», который вышел на экраны 13 января 2014 года. Также 26 января 2014 года начался новый проект «Как фишка ляжет» с теми же ведущими, но проект «заморозили» после первого выпуска. В 2014 году стал соведущим проекта «Большой вопрос», а с сентября 2014 года — ведущим новых передач «БогачБедняк» и «Блокбастеры» (вторая — вместе с Анастасией) на телеканале «Пятница!» (Россия).
9 февраля 2015 года начался показ юбилейного, 10-го сезона передачи «Орёл и решка», в котором Андрей Бедняков принял участие вместе с другими коллегами по шоу. 17 августа 2015 года в эфир вышла вторая часть «юбилейного» сезона «Орла и решки», где Андрей снова стал соведущим. С 30 октября 2015 года вёл новую передачу о путешествиях — «Верю — не верю», в которой рассказывал пять интересных фактов о стране, которой посвящён выпуск, один из которых — ложный. В настоящее время программа завершена.
С 5 августа 2016 года в эфире канала «Пятница» шла передача «Проводник», где Андрей в паре с известными личностями гулял по их родным городам, где они проводили экскурсию (в 2017 году передача была переименована в «Бедняков+1» и посвящена любимым городам звёзд). С 2016 по 2018 год являлся ведущим музыкального талант-шоу «X-Фактор» на телеканале СТБ.
В 23 сезоне Орла и Решки (2019—2020) был соведущим вместе с Настей Ивлеевой.
Выступил с критикой вторжения России на Украину. Его мать скончалась от обострения болезни из-за обстрелов вооруженных сил России Мариуполя. Беднякову запрещён въезд на территорию России сроком на 50 лет.

## Личная жизнь
Был женат на актрисе и телеведущей Анастасии Короткой (род. 1985). 20 сентября 2015 года у пары родилась дочь Ксения. 20 октября 2022 года у пары родился сын Остап.
25 октября 2024 года Андрей сообщил о разводе

## Фильмография
- 2012 — Ржевский против Наполеона — эпизод
- 2015 — SOS, Дед Мороз, или Всё сбудется! — радиоведущий Гарик

Также, в 2015 году Бедняков снялся в клипе на песню Светланы Лободы «Пора домой» вместе с тремя коллегами по передаче «Орёл и решка» — Региной Тодоренко, Лесей Никитюк и Жанной Бадоевой.

## Телевидение
- Большая разница (Украина) (2009—2012) — актёр
- Орёл и решка (2011—2013, 2015, 2019, Интер, MTV, позже — Пятница!) — ведущий (2-7, 10-11, 23 сезоны)
- Большие чувства (2013, Пятница!) — актёр
- Здравствуйте, я ваша Пятница! (2013, Пятница!) — ведущий
- Свидание со звездой (2013—2014, Пятница!)[7] — ведущий (совместно с Анастасией Короткой)
- Звезданутые (2013, Пятница!) — актёр
- Супергерои (2013, Пятница!) — актёр
- Как фишка ляжет (2014, Пятница!) — ведущий (совместно с Анастасией Короткой; программа заморожена после первого выпуска)
- Большой вопрос (2014, 2015 (один выпуск), СТС) — соведущий, постоянный участник программы
- БогачБедняк (2014, Пятница!) — ведущий
- Блокбастеры (2014, Пятница!) — ведущий (совместно с Анастасией Короткой)
- Верю — не верю (2015, Пятница!) — ведущий
- Проводник (2016, Пятница!) — ведущий
- X-Фактор (Украина) (2016—2019, СТБ) — ведущий
- Бедняков+1 (2017, Пятница!) — ведущий

## Съёмки в рекламе
В марте 2016 года снимался в рекламе «Lipton» вместе с Анастасией Короткой. Также Бедняков несколько раз снимался в рекламе сайта «trivago.ru».